# لوكاس بيرغفال
لوكاس إريك هولجر بيرغفال (بالسويدية: Lucas Erik Holger Bergvall)‏ (مواليد 2 فبراير 2006) هو لاعب كرة قدم سويدي محترف يلعب كلاعب خط وسط مع نادي توتنهام هوتسبير في الدوري الإنجليزي الممتاز والمنتخب السويدي.

## وصلات خارجية
- Lucas Bergvall على موقع الاتحاد الأوربي (الإنجليزية)
- Lucas Bergvall على موقع اتحاد السويد (السويدية)
- Lucas Bergvall على موقع قاعدة بيانات كرة القدم.إي يو (الإنجليزية)
- Lucas Bergvall على موقع ليكيب (الفرنسية)
- Lucas Bergvall على موقع ناشيونال فوتبول تيمز (الإنجليزية)
- Lucas Bergvall على موقع Soccerbase.com (لاعب) (الإنجليزية)
- Lucas Bergvall على موقع Soccerway.com (الإنجليزية)
- Lucas Bergvall على موقع عالم كرة القدم.نت (الإنجليزية)